# Noyarey
 Noyarey  es una localidad y comuna de Francia, en la región de Ródano-Alpes, departamento de Isère, en el distrito de Grenoble y cantón de Fontaine-Sassenage.
Su población en el censo de 1999 era de 2.104 habitantes. Forma parte de la aglomeración urbana de Grenoble.
Está integrada en la Communauté d'agglomération Grenoble Alpes Métropole.

## Demografía
| 828 | 1064 | 1187 | 1561 | 1950 | 2104 |
| Para los censos de 1962 a 1999 la población legal corresponde a la población sin duplicidades (Fuente: INSEE [Consultar]) |      |      |      |      |      |

## Historia
Los primeros habitantes, Voconces, pueblo galo originario de Vaucluse. Luego se reagruparon cerca del río para constituir el pueblo de Noyarey (origen del nombre vinculado al cultivo de la nuez, muy extendido en esta región). La presencia del Isère permitió el comercio de la pesca y el transporte por barco.

## Geografía
Pequeño municipio semirrural situado al pie de los acantilados de Macizo de Vercors en el valle del  río Isère, en el noroeste de Grenoble.
La villa original fue construida sobre un cerrillo con el fin de evitar las crecidas devastadoras de Isère en primavera.

## Personajes célebres
Emilio Pellefournier, marinero, nació en Grenoble en 1819, se casó en Noyarey el 28 de octubre de 1840.
En el momento de una travesía en el Océano Índico, desembarcó sobre la isla san-Pablo (Islas san-Pablo y Ámsterdam). Con el fin de dejar un rastro de su paso, grabó su nombre en un peñasco de esta isla este mensaje simple: "Pellefournier Emile Mazarin de Noyarez, Grenoble, Canton de Sassenage, Département de l'Isère, 1844" 
Este mensaje permitió probar que los  franceses fueron los primeros en instalarse en esta isla lejana que depende actualmente de TAAF. Un sello que representaba esta inscripción fue editado en 2002 en homenaje a esta iniciativa.

## Hermanamientos
- Italia, Merone.